# Hapoël Jérusalem FC
Pour le club dirigé par des supporters de 2007 à 2020, voir Hapoël Katamon Jérusalem.
Maillots
Actualités
Le Hapoël Jérusalem Football Club (en hébreu : מועדון כדורגל הפועל ירושלים, et en arabe : هبوعيل اورشليم لكرة القدم), plus couramment appelé Hapoël Jérusalem, est un club israélien de football fondé en 1926 et basé à Jérusalem.
Participant au championnat de Palestine dans les années 1930, le Hapoël Jérusalem débute dans l'élite israélienne en 1957. Il connaît une période de succès relatifs dans les années 1960 et 1970 où il surpasse son rival du Beitar Jérusalem.
Mis sur pieds par la confédération syndicale Histadrout, au travers de son mouvement Hapoël, le club et ses supporters sont aujourd'hui les défenseurs de valeurs ancrées politiquement à gauche, comme l'anti-racisme et l'anti-fascisme. Une identité renforcée par l'expérience du Hapoël Katamon Jérusalem, fondé en 2007 par des supporters mécontents, qui a repris la continuité du club en 2020.
Le Hapoël Jérusalem joue ses matchs à domicile au Stade Teddy depuis 1991. Le club est possédé et administré par ses supporters qui élisent leur propre direction.

## Histoire

### Premières années
Le club de football de le Hapoël Jérusalem est fondé en 1926 par la Histadrout au travers de son mouvement du Hapoël.
En 1929, le club possède deux équipes et une trentaine de joueurs[réf. nécessaire]. Cette même année le club remporte son premier trophée en s'imposant dans la coupe de la ville de Jérusalem[réf. nécessaire].
Le club prend part aux premières éditions du championnat de Palestine à partir de 1930. Équipe moyenne cantonnées aux derniers rôles, le club est relégué en deuxième division en 1935.
En 1943, le Hapoël Jérusalem atteint la finale de la coupe de Palestine où l'équipe s'incline face aux Gunners, une équipe composée de militaires de la Royal Artillery.

### Après la création d'Israël
En 1957, l'équipe rejoint pour la première fois la première ligue israélienne.
En 1959, la Histadrout, qui chapeaute le mouvement Hapoël, autorise les non-Juifs à rejoindre ses organisations. En 1967, Ali Othman devient le premier joueur arabe du club.
Pendant les années 1960 et 1970, les années connues comme « l’âge d'or » de l'équipe, l' Hapoel surpasse son rival de toujours, le Beitar Jérusalem – une équipe associée à la droite politique israélienne. Le succès le plus important dans l'histoire de le Hapoël est la Coupe d'Israël en 1973.
Dès les années 1980, Hapoel perd son avance sur le Betar Jérusalam. Durant les années 1980 et 1990, l'équipe fait le yo-yo entre la première et la deuxième division. Finalement, elle est achetée par Yosi Sassi en 1993, qui nomme son ami, Victor Yona, comme président. Cependant à partir de la fin des années 1990, l’amitié entre les deux hommes se transforme en conflits judiciaires, et l'équipe ne cesse jamais de subir les conséquences de cet affrontement.

### Crise et disparition
Lors de la saison 2006-2007, l'équipe tombe même en troisième ligue.
L'équipe fait faillite en 2019.

### Nouveau départ
En 2020, le club créé par des supporters mécontents, le Hapoël Katamon Jérusalem, reprend la continuité du club.

## Palmarès
| \| - Coupe d'Israël (1) : - Vainqueur : 1972-73. - Finaliste : 1971-72 et 1997-98. - Championnat d'Israël D2 : - Vice-champion : 1956-57, 1995-96 et 2020-21. \| \| - Championnat d'Israël D3 (3) : - Champion : 2001-02, 2007-08 et 2010–11. \| |  |                                                                           |
| - Coupe d'Israël (1) : - Vainqueur : 1972-73. - Finaliste : 1971-72 et 1997-98. - Championnat d'Israël D2 : - Vice-champion : 1956-57, 1995-96 et 2020-21.                                                                                       |  | - Championnat d'Israël D3 (3) : - Champion : 2001-02, 2007-08 et 2010–11. |

## Personnalités du club

### Présidents du club
- Yossi Sassi
- Yotam Karmon

### Entraîneurs du club
- Michael Kadosh (2007 - 2009)
- Michael Kadosh (2010 - 2012)
- Ziv Arie

## Structures du club

### Stades

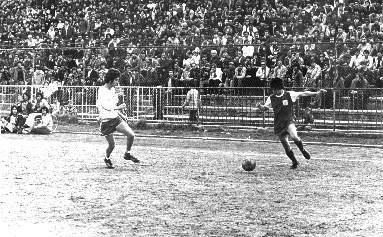
Match au stade de Katamon lors de la période faste du club.

Le Hapoël Jérusalem commence par occuper un terrain donnant sur la rue du Roi Georges à l’endroit où se tient l’actuel jardin de la Menorah. Il déménage ensuite sur le terrain de la YMCA où il reste jusque dans les années 1950.
L'équipe première s’établit dans
le stade du quartier de Katamon de mai 1955 jusqu'à 1978[réf. souhaitée], lorsque l’équipe est contrainte de quitter les lieux en raison du projet de construction du stade Teddy et de la vente du terrain du stade Katamon à des promoteurs immobiliers. Le club retourne ensuite provisoirement au stade de la YMCA.
Depuis 1991 le club joue ses matchs à domicile au stade Teddy, une enceinte de 31 733 appartenant à la ville de Jérusalem.

### Gouvernance
Depuis 2021, le club est dirigé par ses supporters qui perpetuent ainsi le modèle démarré en 2007 au sein du Hapoël Katamon Jérusalem. Le club est donc de fait dirigé par le Katamon Fan Club. Cette association est composée de 1 000 membres payant une cotisation annuelle de 1 500 shekels. L'association tient au moins deux assemblées générales chaque année et élit tous les ans quatre représentants exécutifs au sein de la direction du club. Trois autres membres, représentant quant à eux les intérêts des partenaires commerciaux du club, sont invités à compléter cette direction. Ces trois sièges avaient fait leur apparition au Hapoël Katamon en 2013 pour faire face à des difficultés financières. En complément, un comité de surveillance est élue par les membres de l'association pour superviser l'action de la direction du club.
| Direction du club | Comité de surveillance                       |
| Élus des supporters : - Yoram Karmon (Président) - Tal Ben Ezra - Amir Adika - Rafi Yona Représentants des sponsors : - Franck Azoulay (Représentant de Larry Tanenbaum) - Omri Sheinfeld (Représentant de Joel Greenberg) - Ronen Budnero (Représentant d’Ori Allon) | - Or Sadan - Ohad Jarach - Ehud Schwartzberg |